# Regió de Detmold
La Regió de Detmold (en alemany: Regierungsbezirk Detmold) és una de les cinc regions administratives (Regierungsbezirk) de l'Estat Federal de Rin del Nord-Westfàlia, Alemanya. Està ubicat a l'est de l'Estat federal. La seva capital és la ciutat de Detmold.
Ocupa una superfície de 6.518 km² i té 2,055 milions d'habitants (2018).
El Regierungsbezirk va ser creat el 1947 quan l'antic Estat Lliure de Lippe va ser incorporat a Rin del Nord-Westfàlia combinant l'ex regió de Minden amb el territori de Lippe. En un principi s'anomenà Regió de Minden-Lippe.

## Geografia
La regió de Detmold es troba limitada al nord i l'est amb la Baixa Saxònia, al sud amb Hessen (regió de Kassel), al sud-oest amb la regió d'Arnsberg i a l'oest amb la regió de Münster.
| Kreise (districtes rurals)                                                 | Kreisfreie Städte (districte urbà) |
| -------------------------------------------------------------------------- | ---------------------------------- |
| 1. Gütersloh 2. Herford 3. Höxter 4. Lippe 5. Minden-Lübbecke 6. Paderborn | 1. Bielefeld                       |